# Peadar Tóibín
Peadar Tóibín (19 de junio de 1974) es un político irlandés líder de Aontú desde enero de 2019. Ha sido Teachta Dála (TD) para el distrito electoral de Meath Oeste desde 2011. Fundó Aontú en enero de 2019.
Fue elegido candidato del Sinn Féin en 2011, pero renunció al partido el 15 de noviembre de 2018, principalmente debido a su oposición a la postura del partido sobre el aborto.

## Carrera política
Mientras estudiaba en la Universidad Colegio Dublín, Tóibín fue miembro del Fianna Fáil y miembro activo de la rama de la organización juvenil del partido en esa universidad.Se unió al Sinn Féin en 1998.Hablando en 2023, Tóibín comentó sobre su salida de Fianna Fáil diciendo: "Sentí que Fianna Fáil tenía buena gente dentro de ellos, pero muchas de las personas en Fianna Fáil eran ambiciosas en sus carreras y la ideología y los objetivos eran secundarios o no eran tan importantes".

### Sinn Fein (2004-2018)

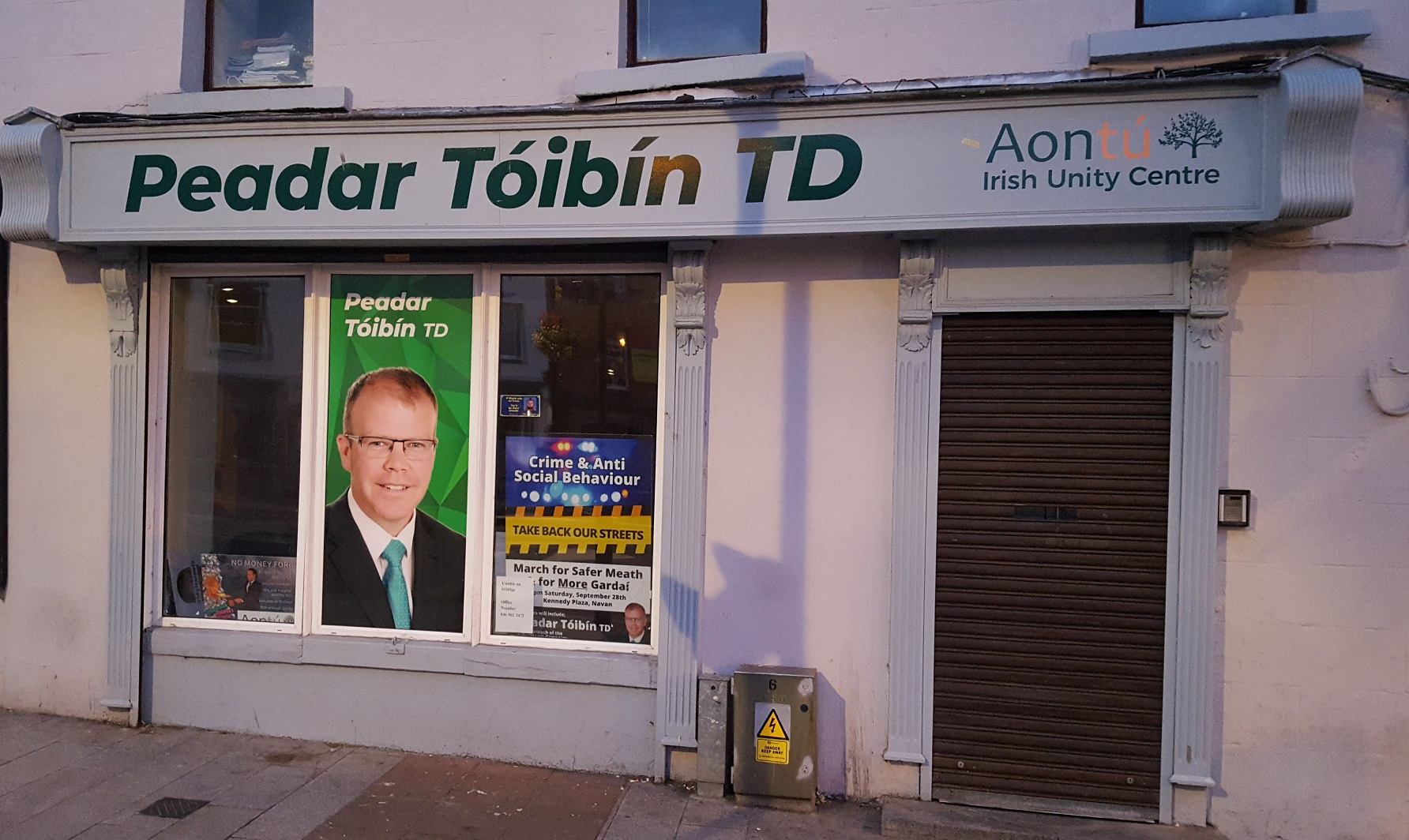
Oficina del distrito electoral de Peadar Tóibín en Navan, condado de Meath

En las elecciones locales de 2004, se presentó sin éxito al Ayuntamiento de Navan y al área electoral local de Navan del Consejo del Condado de Meath.Fue elegido miembro del Ayuntamiento de Navan en noviembre de 2007 y ocupó ese escaño en las elecciones locales de 2009, cuando nuevamente fracasó en las elecciones al consejo del condado.
Tóibín fue suspendido del partido parlamentario Sinn Féin durante seis meses en julio de 2013, cuando desafió al whip del partido votando en contra del proyecto de ley de protección de la vida durante el embarazo de 2013.
Pidió un voto por el "No" en el referéndum de 2018 sobre la Octava Enmienda. Él y su colega de partido Carol Nolan, que había sido suspendida del Sinn Féin por votar en contra de la política sobre la cuestión del aborto, fueron los únicos representantes del partido que asistieron a un photocall en Merrion Square en Dublín para dar a conocer la campaña del "No".
Tóibín fue nuevamente suspendido del partido parlamentario Sinn Féin durante seis meses en octubre de 2018, cuando desafió de nuevo al whip del partido al votar en contra del proyecto de ley de regulación de la interrupción del embarazo de 2018.
El 15 de noviembre de 2018, Tóibín anunció su dimisión del Sinn Féin, diciendo que las restricciones que le impuso el partido por sus opiniones sobre el aborto me habían "impedido representar plenamente a mis electores".

### Aontú (desde 2019)
Tras dimitir del Sinn Féin en noviembre de 2018, Tóibín anunció que intentaría establecer un partido político alternativo.El 28 de enero de 2019 anunció que el nombre de su nuevo partido político sería Aontú, que en irlandés significa "unidad y consentimiento".
En las elecciones generales de 2020, Tóibín retuvo su escaño en Meath West con 7.322 votos de primera preferencia, el 17,6% de los votos en esa circunscripción, ocupando el segundo de los tres escaños del distrito electoral.

En febrero de 2024, Tóibín anunció que participará en las elecciones al Parlamento Europeo de 2024 para el distrito electoral de Midlands-Noroeste. Sea o no elegido, su intención es presentarse a la reelección en las próximas elecciones generales irlandesas.

## Puntos de vista políticos
La posición política más conocida de Tóibín es su postura antiaborto, que provocó su salida del Sinn Féin.El Sinn Féin permitió a Tóibín hacer campaña por el No durante el referéndum irlandés sobre el aborto de 2018, siempre que aceptara la postura del partido en votaciones posteriores relacionadas con el aborto. Sin embargo, junto a Carol Nolan, rompió filas y siguió votando en contra de las reformas legales relativas al aborto en el Dáil.Esto provocó múltiples suspensiones y resultó ser una situación insostenible. Una vez que Tóibín formó Aontú, hubo acuerdo general en que el partido era, en términos generales, de naturaleza antiaborto.
Se ha descrito que Tóibín y Aontú poseen una "fuerte postura de derecha" sobre la inmigración,y la retórica de Tóibín sobre el tema se caracteriza como "nativista".En 2019, Tóibín afirmó que había "creciente malestar y preocupación entre muchas personas en Irlanda por el tema de la inmigración". Tóibín también ha afirmado que los solicitantes de asilo deben ser examinados adecuadamente pero que "los solicitantes de asilo no pueden ser tratados mejor que nuestra propia gente".Además, Tóibín ha afirmado que si los solicitantes de asilo pueden ser alojados en casas modulares, también pueden hacerlo los irlandeses sin hogar.
En diciembre de 2022, Tóibín afirmó que "El Sinn Féin se está transformando en Fianna Fáil. Irá en cualquier dirección si lo considera necesario para conseguir votos", al tiempo que comentó que "Otros partidos políticos alardean de sus valores woke. Aontú es diferente".Tóibín afirmó que Aontú no entraría al gobierno con el Fine Gael "bajo ninguna circunstancia".

## Vida personal
Tóibín es consultor empresarial. Está casado con Deirdre Tóibín; y tienen cuatro hijos. Fue presidente de la campaña Save Navan Hospital. Tiene una licenciatura en Economía y Política de la University College Dublin (UCD) y un posgrado en empresa de la Michael Smurfit Graduate Business School.